# 好义镇
好义镇是中国广东省河源市紫金县下辖的一个镇，位于紫金县西南部。辖区总面积89.8平方公里，下辖1个社区8个村，总人口1.45万人。